# U-Boot-Kriegsabzeichen (1918)

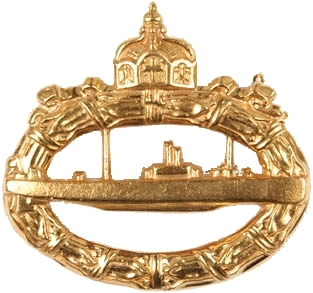
U-Boot-Kriegsabzeichen (1918)

Das U-Boot-Kriegsabzeichen (1918) war eine deutsche Auszeichnung, die von Kaiser Wilhelm II. während des Ersten Weltkriegs am 1. Februar 1918 gestiftet wurde.

## Aussehen
Das Abzeichen zeigt ein U-Boot über einem ovalen Lorbeerkranz. In der Version von 1918 steht die Reichskrone von 1871 über dem Lorbeerkranz.

## Verleihung
Im Ersten Weltkrieg konnte die Auszeichnung an alle Personen verliehen werden, die mindestens drei Feindfahrten auf einem U-Boot durchgeführt hatten.